# Вспомогательные корабли и суда ВМФ России

Флаг судов вспомогательного флота ВМФ России с 2001 года.

Вспомогательный флот ВМФ России — вспомогательные корабли и суда, предназначенные для тылового и технического обеспечения повседневной и боевой деятельности всех родов сил Военно-морского флота Российской Федерации (ВМФ России), а также обслуживания их пунктов базирования.
Суда обеспечения не предназначены для непосредственного участия в боевых действиях, и поэтому имеют либо лёгкое оборонительное вооружение (зенитные установки, пулемёты), либо в большинстве случаев не имеют его вообще. Плавсостав вспомогательного флота ВМФ России (экипажи судов обеспечения) как правило укомплектован гражданским персоналом.

## Типы и проекты

Флаг судов вспомогательного флота ВМФ России в 1992—2000 гг.

Ввиду большого разнообразия кораблей и судов обеспечения обычно применяется их упрощённая классификация. К настоящему моменту некоторые из указанных образцов устарели и списаны.

### Транспортные суда

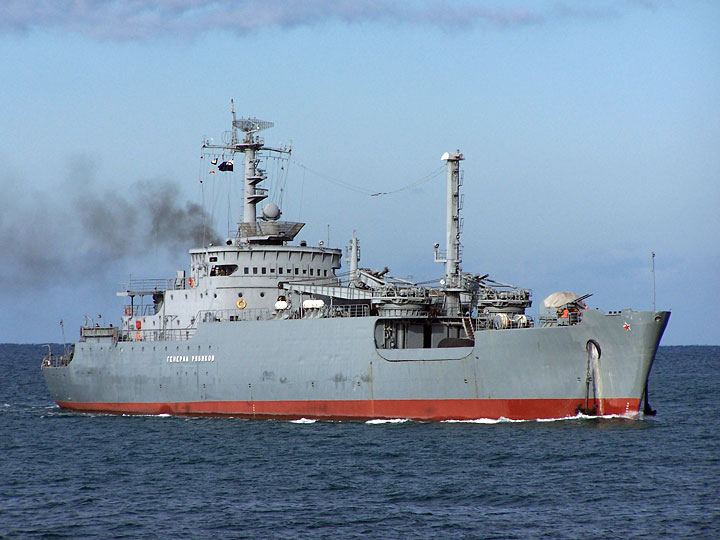
Морской транспорт вооружения (пр. 323В) Генерал Рябиков

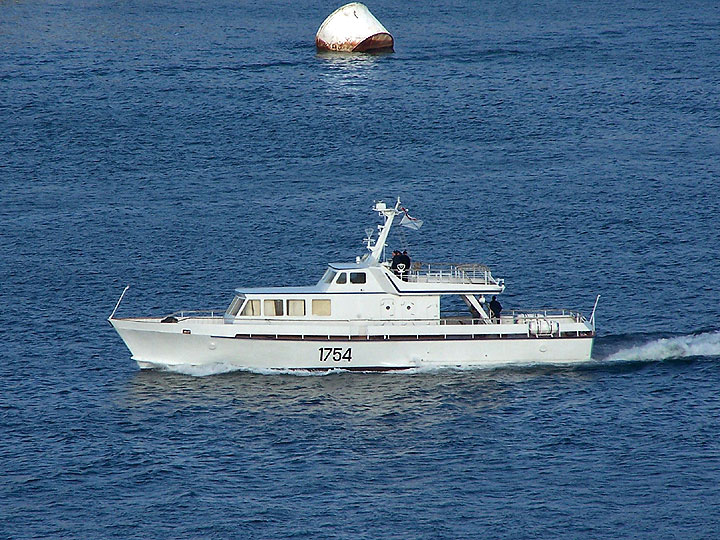
Катер связи (пр. 14670).

Предназначены для обеспечения кораблей топливом, боеприпасами, продуктами питания, водой, утилизацией отходов и т. д., а также для транспортировки грузов и людей.
- Танкер снабжения (пр. 160, 577, 577Д, 1541, 1545, 1559В[2], 1593);
- Морской транспорт вооружения (пр. 323, 323А, 323В, 1791, 1823, 1824, 10680, 11570, 21130, 20180ТВ);
- Корабль комплексного снабжения (пр. 1833[3]);
- Транспортный плавучий док (пр. 769, 769А, 1753, 1757, 1769, 20230, 22570);
- Транспортное судно (пр. 740);
- Пограничный транспортный корабль (пр. 1595);
- Разъездной катер (пр. 376, 14670).

Транспортный плавучий док. Служит для транспортирования кораблей небольшого водоизмещения к месту проведения ремонтных работ. Может использоваться на реках, озёрах и мелководьях для транспортирования подводных лодок и надводных кораблей с большой осадкой.
Морской транспорт вооружения. Обеспечивает доставку боеприпасов, минного, ракетного, торпедного оружия и различного оборудования к боевым кораблям, находящимся вне пунктов базирования.
Разъездной катер (катер связи). Быстроходный катер с хорошей остойчивостью и маленьким водоизмещением. Служит для оперативного перемещения людей, документов и малых грузов на небольшие расстояния.

### Спасательные суда

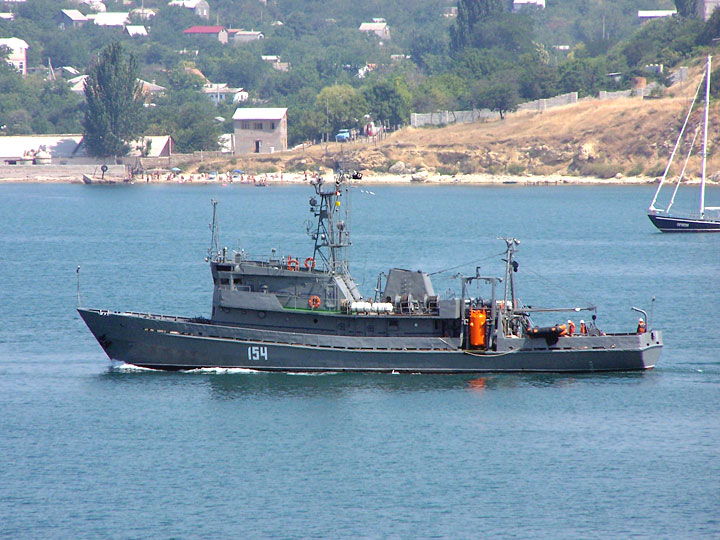
Водолазное морское судно (пр. 535).

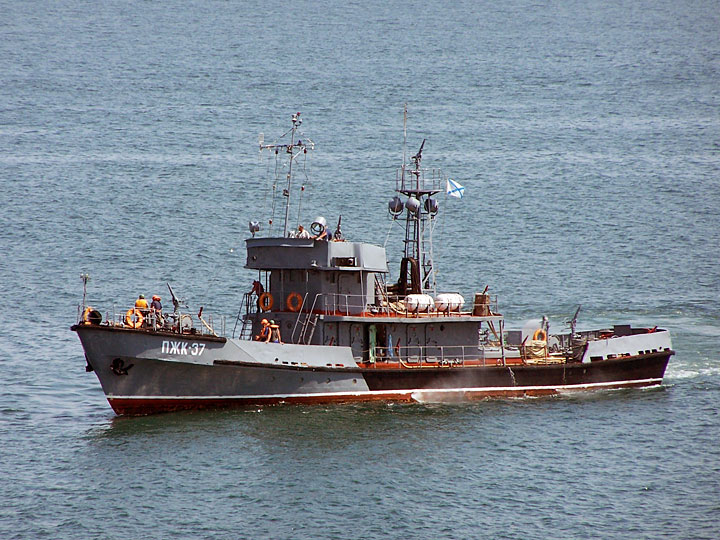
Противопожарный катер (пр. 364).

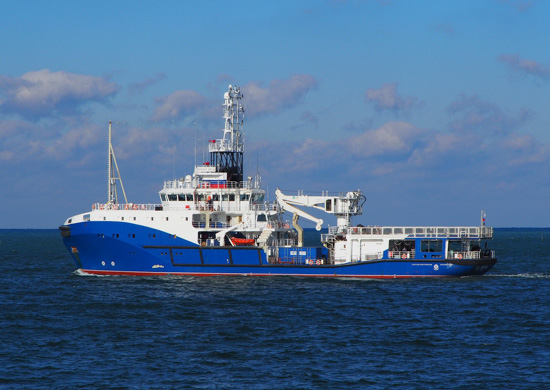
Морской буксир «Сергей Балк» Черноморского флота.

Спасение терпящих бедствие кораблей и их личного состава.
- Морской буксир (пр. A-202, 563, 712[4], 714[5], 733, 745, 5757);
- Спасательное судно (пр. 527[6], 527М[7], 536, 537[8], 1452, 1453);
- Спасательная подводная лодка (пр. 940[9]);
- База для подводных исследований (пр. 05360, 05361);
- Судоподъёмное судно (пр. 530);
- Морское водолазное судно (пр. 535[10]);
- Пожарное судно (пр. 364, 1893[11], 1993, 14613);
- Госпитальное судно (пр. 320, 320П).

Судоподъёмное судно. Предназначено для подъёма кораблей с грунта с целью их возможного последующего восстановления или утилизации, а также для расчистки фарватера, рейда, акватории порта.
Водолазное судно. Судно, построенное или оборудованное специально для обеспечения водолазных работ. На борту имеет водолазный комплекс с системой подачи воздуха, средства для спуска водолазов в воду, лебёдки и другое оборудование.
Госпитальное судно. Предназначено для оказания квалифицированной медицинской помощи в походных условиях и транспортирования больных и раненых. Также может быть использовано для организации отдыха экипажей военных кораблей.

### Суда обеспечения пунктов базирования

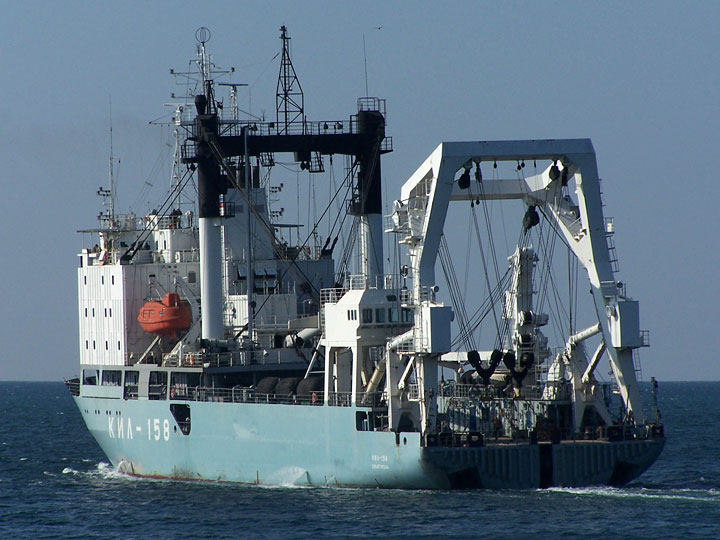
Килекторное судно КИЛ-158 (пр. 141).

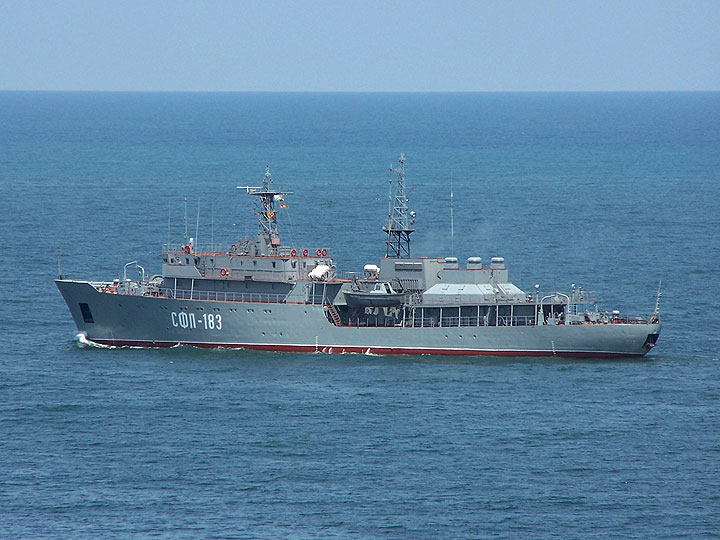
Судно контроля физических полей (пр. 18061).

Специальные виды работ по обслуживанию кораблей и мест их базирования: установка заграждений, мёртвых якорей, подъём из воды тяжестей, прокладка и ремонт кабелей, электромагнитная обработка кораблей.
- Килектор (пр. 141[12], 145);
- Портовый ледокол (пр. 97, 97А, 97Б);
- Рейдовый буксир (пр. 498, 737);
- Судно размагничивания (пр. 130, 219, 523, 1799, 1799А, 1799Э);
- Судно контроля физических полей (пр. 1806, 18061);
- Кабельное судно (пр. 1112, 1122, 1172, 1175);
- Плавучая казарма (пр. 688);
- Плавучий кран (пр. 02690[13]).

Портовый ледокол. Ледокол, выполняющий расчистку фарватеров ото льда, проводку кораблей в ледовых условиях вблизи мест их базирования.
Кабельное судно. Служит для прокладки, ремонта и подъёма кабелей в воде. Может работать на глубинах в несколько километров.
Килектор. Судно, оборудованное мощными грузоподъёмными устройствами. Предназначено для подъёма и опускания тяжестей в воду. Служит для установки мёртвых якорей, бонов, противолодочных заграждений и других работ. Способен работать в открытом море.
Судно размагничивания. Служит для выполнения специальных работ, связанных с уменьшением собственных магнитных полей (размагничивания) кораблей и судов.

### Плавбазы и доки

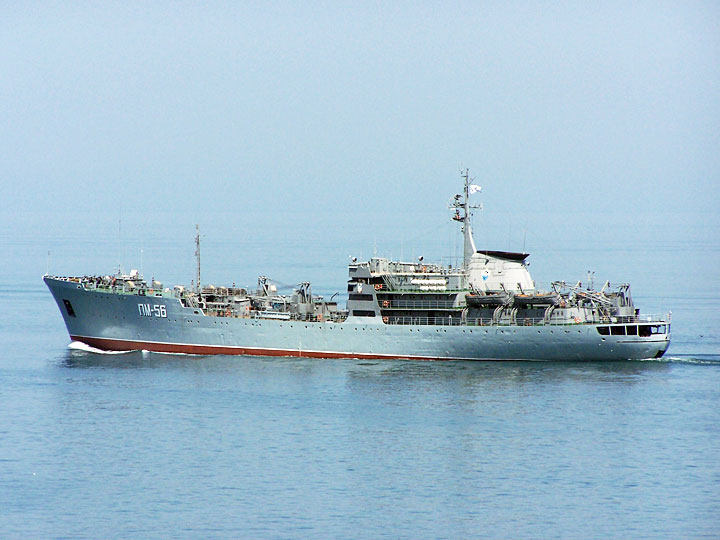
Плавучая мастерская (пр. 304).

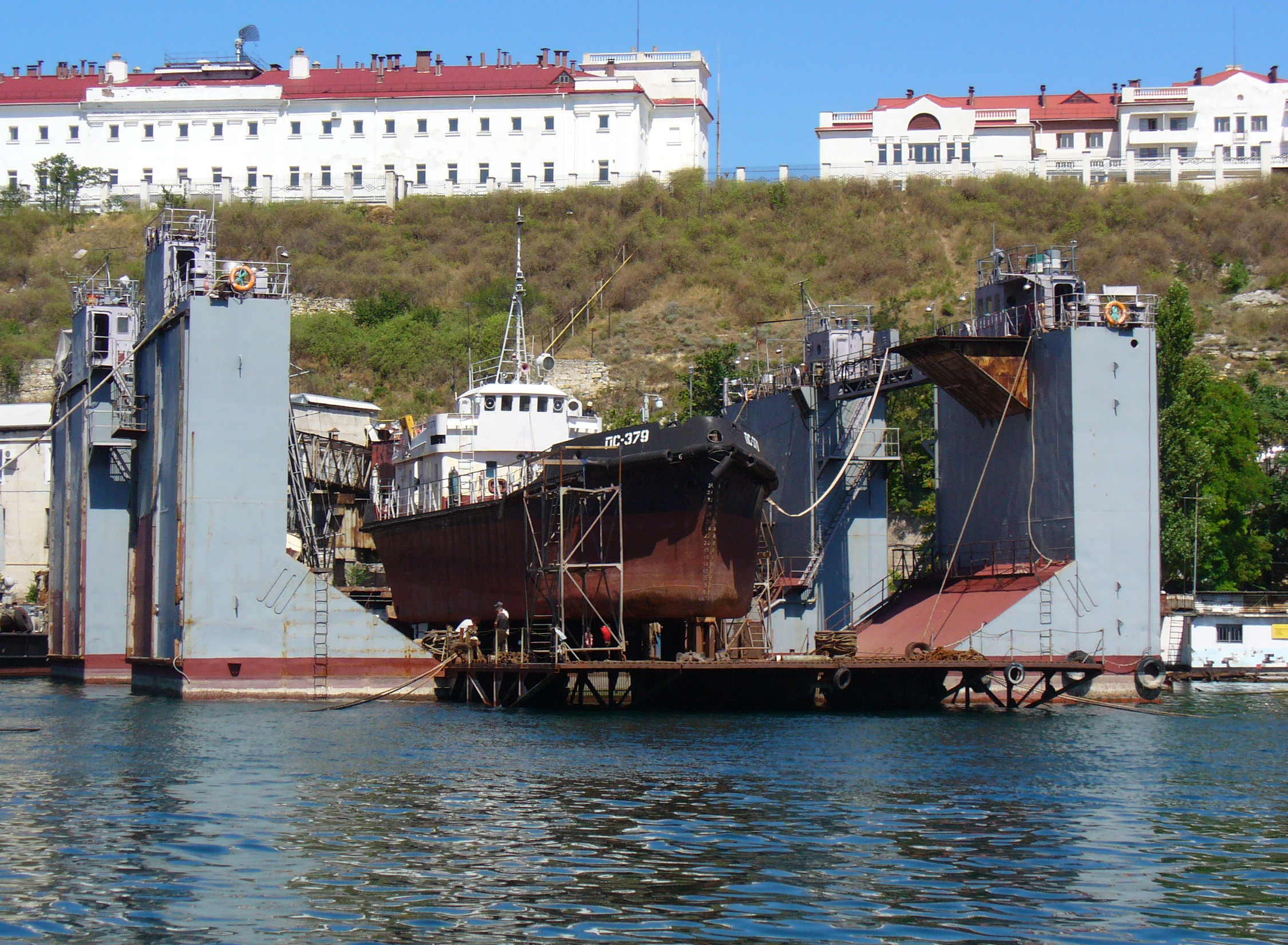
Плавучий док.

Обслуживание кораблей вне мест их постоянного базирования и другие работы.
- Плавучая база подводных лодок (пр. 310, 310А, 1886, 1886М);
- Плавучая ремонтно-техническая база (пр. 2001);
- Плавучая база (пр. 326М, 1798);
- Плавучая мастерская (пр. 300, 301Т, 303, 304, 304М, 725, 725А);
- Плавучий док (пр. 28, 28Б, 28К, 823, 1758, 1760, 1769, 2121, 10090, 18530, 19650);
- Плавучий док — эллинг (пр. 1777, 1780, 13560).

Плавучий док. Предназначен для осмотра и ремонта подводной части корпуса корабля как в пунктах базирования, так и вне их. При необходимости может использоваться для транспортирования корабля на небольшое расстояние.
Плавучий док — эллинг. Док закрытого типа, внутреннее пространство которого полностью защищено от воздействия внешней среды. Благодаря возможности создания микроклимата с заданными параметрами обеспечивает особые условия для проведения работ. В частности, может использоваться для ремонта специального противогидроакустического покрытия подводных лодок.
Плавучая база. Предназначена для обслуживания кораблей вне мест их постоянного базирования, несложного ремонта вооружения и техники, хозяйственно-бытового обслуживания личного состава. 

### Гидрографические и разведывательные суда

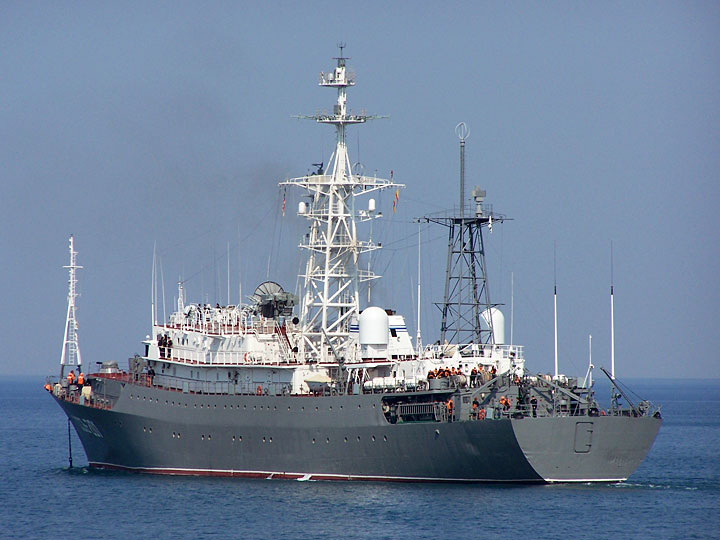
Средний разведывательный корабль (пр. 864).

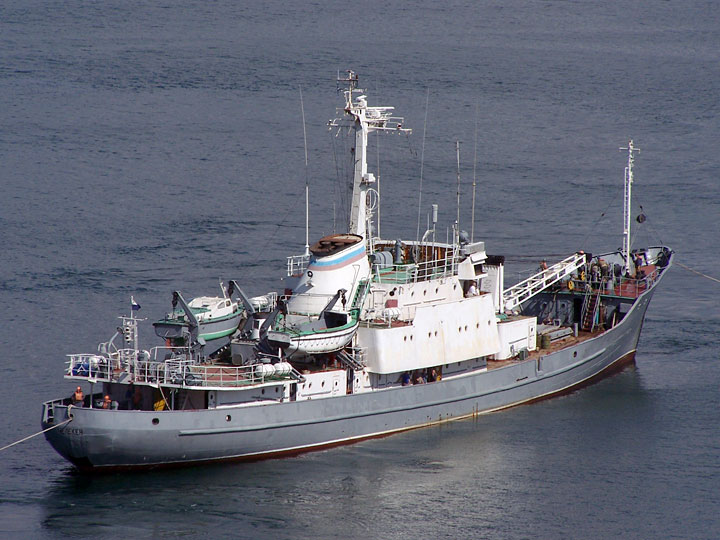
Гидрографическое исследовательское судно (пр. 861).

Сбор и обработка различной информации.
- Экспедиционное океанографическое судно (пр. 97Б, 850, 852[15]);
- Гидрографическое судно (пр. 513М, тип «Океан», 860, 861, 862, 870, 871, 872[16], 873, 976, 16611, 19910);
- Гидрографический катер (пр. 1896, 19920);
- Катер экологической разведки (пр. 1415);
- Разведывательный корабль (пр. 394, 503М, 861М, 0862.1, 0862.2, 864, 994, 1826, 1908, 1909, 1914, 1914.1, 1941, 10221).

Океанографическое и гидрографическое судно. Выполняет работы по гидрографии, картографии, метеорологии, определению геофизических, океанологических и прочих характеристик Мирового океана, установке и обслуживанию навигационного оборудования.
Разведывательный корабль (судно связи) и корабль измерительного комплекса. Используется для сбора и обработки различной, в том числе и разведывательной, информации с помощью радиолокационной, гидроакустической и другой специальной контрольно-измерительной аппаратуры. Может использоваться для контроля перемещения объектов в океане, в атмосфере, в космосе.

### Суда атомного технологического обслуживания
Обеспечение безопасной эксплуатации кораблей атомного флота и утилизация радиоактивных отходов.
- Плавучая техническая база (пр. 2020);
- Транспорт для перевозки и переработки радиоактивных отходов (пр. 11510);
- Технический танкер (1783А);
- Плавучая контрольно-дозиметрическая станция.

Плавучая техническая база. Перезарядка ядерных реакторов. Сбор, хранение и выдача радиоактивных отходов с надводных кораблей и подводных лодок с ЯЭУ.
Транспорт для перевозки и переработки . Сбор, хранение, переработка и выдача жидких и твёрдых радиоактивных отходов.
Технический танкер. Сбор, хранение и выдача жидких радиоактивных отходов.
Плавучая контрольно-дозиметрическая станция. Контроль радиационной обстановки.

### Корабли специального назначения
- Учебный корабль (пр. 887[18], 888);

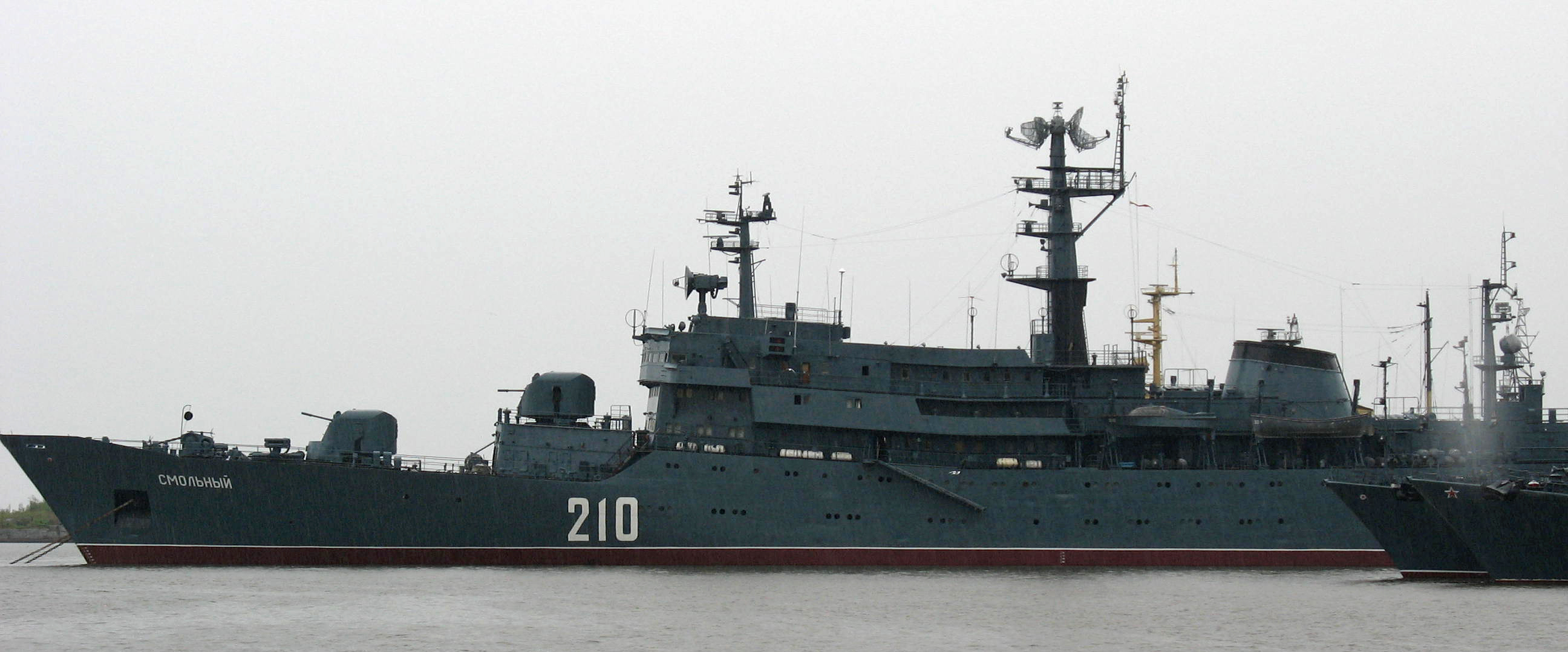
Учебный корабль (пр. 887).

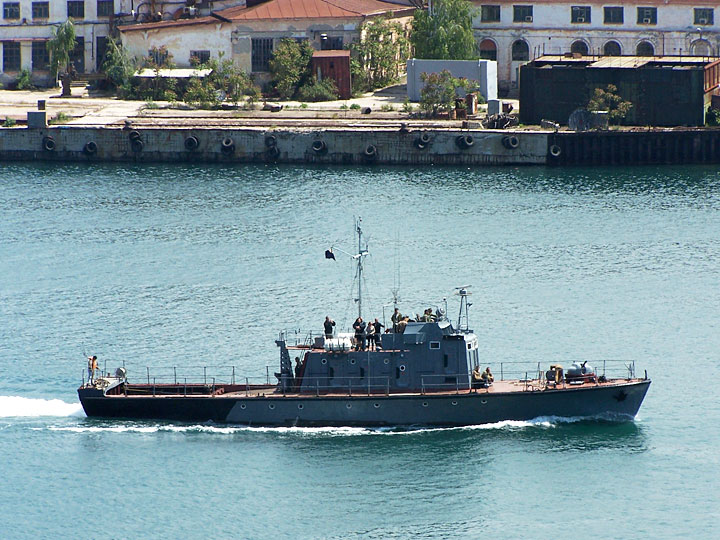
Катер-торпедолов (пр. 368Т).

- Катер-мишень (пр. 183, 1392, 1784);
- Торпедолов (пр. 368Т, 1388).

Учебный корабль. Предназначен для прохождения практики курсантами различных специальностей.
Катер-мишень. Служит для проведения учебных стрельб противокорабельным оружием. Может быть несамоходным или телеуправляемым. На катерах-мишенях может устанавливаться специальное оборудование для имитации различных ситуаций, возникающих при поиске и идентификации цели (уголковые отражатели, теплоимитаторы и т. д.).
Торпедолов. Осуществляет поиск и подъём из воды выпущенных в ходе учебных стрельб практических торпед.